# Kaninga Mbambi
Kaninga Nicole Mbambi, née le 6 novembre 1971 à Kinshasa, est une joueuse congolaise (RDC) de basket-ball.

## Carrière
Avec l'équipe du Zaïre féminine de basket-ball, elle remporte le Championnat d'Afrique féminin de basket-ball 1994 en Afrique du Sud et participe au tournoi féminin de basket-ball aux Jeux olympiques d'été de 1996 à Atlanta.